# Julia Beautx
Julia Beautx ([ˈbjuːtɪks], * 27. April 1999 als Julia Willecke im Ruhrgebiet) ist eine deutsche Webvideoproduzentin, Influencerin, Schauspielerin, Moderatorin, Podcasterin und Sängerin.

## Leben und Karriere
Julia Beautx wurde 1999 im Ruhrgebiet geboren und wuchs in der Nähe von Dortmund auf. Sie besuchte das Geschwister-Scholl-Gymnasium in Wetter und schloss dort 2017 ihr Abitur ab.
Im Januar 2014 eröffnete sie ihren YouTube-Kanal, wo sie hauptsächlich Lifestyle-Videos wie Lifehacks, DIYs, Hauls, Kochvideos oder Favoriten-Videos produziert. Ihre jüngere Schwester Jana ist gelegentlich Teil ihrer Videos.
Seit 2018 ist Julia Beautx eine eingetragene Wortmarke. Seit demselben Jahr ist sie an der Seite von Simone Thomalla in der ZDF-Fernsehserie Frühling in einer durchgehenden Rolle als Lilly Engel zu sehen. 2019 gewann sie bei den Nickelodeon Kids’ Choice Awards die Auszeichnung in der Kategorie Lieblings-Social-Star.
Seit Oktober 2020 ist Beautx zusammen mit dem YouTuber HeyMoritz auf dem DIY-YouTube-Kanal Mach mal mit Obi zu sehen. 2021 spielte sie in Wincent Weiss’ Musikvideo zu Wer, wenn nicht wir mit. Seit Juli 2022 erscheint wöchentlich der Podcast Die Nervigen mit Youtuber Joey’s Jungle.
Im Januar 2023 war sie in der siebenteiligen ZDF-Dramaserie Gestern waren wir noch Kinder als Vivian Klettmann in der Hauptrolle der ältesten Tochter eines Anwalts zu sehen, der seine Frau tötet. Ab Februar 2023 nahm Beautx zusammen mit ihrem Tanzpartner Zsolt Sándor Cseke an der 16. Staffel der RTL-Show Let’s Dance teil, bei der sie hinter Anna Ermakova den zweiten Platz belegte. Anfang 2023 gab sie bekannt, als Schauspielerin ihren bürgerlichen Namen Julia Willecke zu verwenden.
Im Jahr 2024 war sie Teilnehmerin der vierten Staffel der Survival-Show 7 vs. Wild von Fritz Meinecke.

## Filmografie
- 2016: Schattenfoto (Kurzfilm, nur Stimme)
- 2017–2018: Offscreen (Fernsehserie, 2 Episoden)
- 2018: Das schönste Mädchen der Welt
- seit 2018: Frühling (Fernsehserie, 41 Episoden)
- 2020: Mina und die Traumzauberer (Stimme)
- 2021: Sing – Die Show deines Lebens (Stimme)
- 2023: Gestern waren wir noch Kinder (Fernsehserie, 7 Episoden)
- 2023: Wish (Stimme)

## Diskografie
- 2019: Immer du
- 2019: Komm wieder
- 2020: Glücklicher allein
- 2020: Mars (Featuring in der Duett-Version von Georg Stengel)
- 2020: Girl mit den Likes
- 2022: Cool & Fresh (mit Julien Bam)
- 2022: Ego
- 2023: Nie genug geliebt (mit Julien Bam; #20 der deutschen Single-Trend-Charts am 8. September 2023[16])
- 2024: Monster (mit Julien Bam)
- 2025: Hör auf Dein Herz

## Moderation
- 2020: Ninja Warrior Germany Kids
- 2020: Nickelodeon Kids’ Choice Awards

## Auszeichnungen
- 2019: Nickelodeon Kids’ Choice Awards – Lieblings-Social-Media-Star[17]
- 2020: Nickelodeon Kids’ Choice Awards – Lieblings-Social-Media-Star[18]
- 2023: Romyverleihung – Entdeckung weiblich[19]
- 2023: Nickelodeon Kids’ Choice Awards – Lieblings-Social-Media-Star[20]